# Blue Origin
Blue Origin (litt. « origine bleue », en référence à la planète Terre) est une société américaine créée en 2000 par le milliardaire Jeff Bezos, fondateur et principal actionnaire d'Amazon.com, dans le but de développer de nouvelles technologies permettant d'abaisser le coût d'accès à l'espace. Le siège se trouve à Kent dans la banlieue de Seattle. Son activité principale est centrée sur la construction du lanceur lourd New Glenn qui a effectué son premier vol le 16 janvier 2025 et le développement de moteurs cryogéniques BE-3, BE-4 et BE-7 pour couvrir ses besoins ainsi que pour propulser le futur lanceur lourd Vulcan de United Launch Alliance chargé de remplacer Atlas V et Delta 4. Enfin, en mai 2023, Blue Origin est retenue pour fournir l'atterrisseur Blue Moon qui sera chargé de déposer les astronautes de la mission Artemis V à la surface de la Lune dans le cadre du programme Artemis.
Blue Origin a fait ses débuts en développant le New Shepard, une fusée mono-étage destinée au tourisme spatial qui a effectué son premier vol en 2015. Elle a participé au début des années 2010 au programme Commercial Crew Development de la NASA destiné à développer le système de transport spatial des équipages de la Station spatiale internationale. Jeff Bezos, fondateur de Blue Origin injecte environ 1 milliard US$ par an de sa fortune personnelle estimée en juillet 2021 à 211 milliards US$.

## Historique
La société s'est d'abord consacrée au développement du vol suborbital avec le vaisseau New Shepard dont le premier vol a été effectué en 2015. La société a développé le moteur-fusée BE-3 de 50 tonnes de poussée, brûlant de l'hydrogène liquide en utilisant de l'oxygène liquide comme oxydant, qui a été testé avec succès sur banc d'essais. Elle développe également le BE-4, un moteur-fusée à ergols liquides à combustion étagée qui utilise un mélange méthane / oxygène liquide et fournit une poussée de 249 tonnes comparable au moteur Raptor (moteur-fusée) V2.5. Deux moteurs de ce type doivent propulser le premier étage de la fusée Vulcan de United Launch Alliance (ULA) dont le premier vol est planifié en 2021. Blue Origin a inauguré un banc d'essais consacré à ce moteur à Corn Ranch, près de Van Horn au Texas en mai 2014. Ils servent également à propulser la New Glenn.

### Participation au programmeCommercial Crew Development
Blue Origin participe au début des années 2010 au programme Commercial Crew Development de la NASA destiné à développer le système de transport spatial des équipages de la Station spatiale internationale qui doit être entièrement pris en charge par les vaisseaux Soyouz russes à la suite du retrait de la navette spatiale américaine effectif mi-2011. La NASA lance plusieurs appels d'offres dans le cadre de ce programme auquel Blue Origin participe. Pour la phase I du programme (2010) la société reçoit 3,7 millions $ pour développer un système d'éjection remplissant un rôle similaire à celui de la tour de sauvetage. Dans le cadre de la phase II (2010-2011) la NASA accorde un budget de 22 millions $ pour développer l'extrémité biconique d'un vaisseau incluant le système de sauvetage en cas de lancement interrompu et des moteurs-fusées hydrogène/oxygène réallumables. Blue Origin n'est pas retenu pour les phases suivantes du programme.

### Participation au programmeArtemis: l’atterrisseur lunaire ILS

#### Développement du vaisseau lunaire confié au privé
Pour respecter les échéances serrées du programme Artemis, dont l’objectif est de ramener des hommes sur la Lune d’ici 2024, la NASA décide de sous-traiter complètement au privé le développement du vaisseau lunaire Human Landing System. Celui-ci doit déposer les astronautes à la surface de la Lune, les héberger durant leur séjour puis les ramener en orbite lunaire. Blue Origin, allié à Northrop Grumman, Lockheed Martin et Draper Laboratory, fait partie des onze sociétés qui répondent à l’appel d’offres de mi-2019, dans lequel l’agence spatiale fournit un cahier des charges.

#### Proposition de Blue Origin
Blue Origin passe le premier tour de sélection en avril 2020. La société reçoit 579 millions US$ pour détailler son offre. Sa proposition, baptisée ILS (‘’Integrated Lander Vehicle’’ ou ILV) est la plus classique. Elle reprend l'architecture à deux étages du module lunaire Apollo. L’étage de descente dérive de l’atterrisseur Blue Moon et est propulsé par un moteur BE-7. L’étage de remontée est fourni par Lockheed Martin et est dérivé du vaisseau Orion. Il est propulsé par trois moteurs-fusées XLR-132. Les deux étages sont propulsés par un moteur BE-7 du constructeur. Un troisième module de transfert, développé par Northrop Grumman, est chargé d'abaisser l'orbite du vaisseau lunaire de l'orbite NRHO (sur laquelle se trouvent la station spatiale lunaire et le vaisseau Orion) vers l'orbite lunaire basse. Ce module dérive du cargo spatial Cygnus et est muni d'une propulsion utilisant BE-7. L’ensemble de ces trois modules doit être placé en orbite par le lanceur lourd New Glenn de Blue Origin, ou à défaut par le lanceur Vulcan,,.

#### Sélection de la proposition de SpaceX
La NASA annonce en avril 2021 qu’elle a sélectionné la proposition de SpaceX (Starship HLS) pour le développement et le lancement des deux premières missions. La proposition de Blue Origin est seulement considérée comme acceptable (niveau moyen de trois dans l'échelle de la NASA, qui comporte cinq niveaux). Il était initialement envisagé de sélectionner une deuxième proposition à ce stade du développement, mais la proposition de Blue Origin, évaluée comme recevable sur le plan technique et de la gestion de projet, n'a pas été retenue, compte tenu de son coût et du budget que le Sénat américain a accordé à la NASA (faisant un quart du montant demandé) pour ce volet du programme Artemis,,.

#### Contestation de la décision de la NASA par Blue Origin
Blue Origin émet une protestation officielle contre la décision de la NASA. Les arguments avancés par Jeff Bezos, le patron de l'entreprise, sont que contrairement à ce qui était indiqué dans l'appel d'offres, la NASA n'a retenu qu'un seul constructeur au lieu de deux. Par ailleurs, il conteste la pertinence du choix technique de la proposition de SpaceX. Il souligne que le lancement du HLS de SpaceX vers la Lune nécessite le lancement à une cadence très élevée (tous les 12 jours) de 16 cargos transportant des ergols cryogéniques, puis le transfert de ces ergols dans le vaisseau HLS, une opération jamais réalisée et qui ne sera testée pour la première fois qu'en 2023. Il souligne la complexité de la mise au point du lanceur géant de SpaceX comprenant 32 moteurs-fusées, propulsant le premier étage et d'une masse de 1 000 à 2 000 tonnes supérieure à celle de la fusée Saturn V. Il met également en avant le fait que le vaisseau qui atterrira sur la Lune n'est qu'un deuxième étage de lanceur adapté, qui imposera aux astronautes de descendre d'une hauteur de 38 mètres sur le sol lunaire. Jeff Bezos propose en juillet de réduire de deux milliards de dollars, soit d'un tiers, le coût de sa proposition. Blue Origin est déboutée successivement par la Cour des comptes américaine (GAO) le 30 août, puis par le tribunal fédéral le 4 novembre, devant lequel il a ensuite porté l'affaire. Son action bloque les travaux de SpaceX jusqu'à la décision du GAO,,.

#### Sélection finale (mai 2023)
La pression du Sénat mobilisé par le lobbying de Blue Origin et une évaluation réaliste du risque de la solution proposée par SpaceX amène la NASA à réviser sa décision de ne sélectionner qu'un seul fournisseur pour l'atterrisseur lunaire. Courant 2022, l'agence spatiale lance un nouvel appel d'offres pour choisir un deuxième constructeur. Ce vaisseau lunaire sera utilisé pour la mission Artemis V, dont la date de lancement est programmé en août 2028. En mai 2023, la NASA annonce la sélection de Blue Moon dans une version largement modifiée par rapport au premier appel d'offres ; Blue Origin reprend ainsi le ravitaillement d'ergols en orbite, qu'elle reprochait pourtant à la proposition de SpaceX. Pour cette proposition, la société Blue Origin s'est associée à Lockheed Martin, Draper, Honeybee Robotics, Astrobotic et Boeing (mais plus Northrop Grumman qui rejoint le concurrent Dynetics). Son offre est jugée meilleure que celle du seul concurrent resté en lice Dynetics (filiale de Leidos). Parmi ses points forts figurent la réalisation de plusieurs vols en 2024 et 2025 destinées à mettre au point les technologiques utilisées avant le lancement de la mission sans équipage imposée par la NASA et destinée à valider le système d'atterrissage. Blue Origin a décidé d'aller plus loin que les exigences de la NASA en prévoyant pour ce dernier vol l'utilisation d'un vaisseau lunaire similaire à celui des vols opérationnels. La prise en charge d'une partie des coûts de développements ainsi que des capacités supérieures à celles exigées par l'agence spatiale sont également notées comme des points forts de la proposition. La NASA identifie néanmoins deux faiblesses qui portent sur le système de communications qui ne répondrait pas à l'exigence d'une liaison continue avec le sol et les incohérences et lacunes présentes dans le planning général de développement. Blue Origin l'emporte pour un montant fixe de 3,4 milliards US$ (tout dépassement est à la charge du constructeur) mais le PDG de Blue Origin prévoit d'injecter un montant encore supérieur de ses propres fonds dans le développement de l'atterrisseur.
En 2025, peu après le lancement de la giga-fusée New Glenn, Blue Origin annonce baisser sa masse salariale de 10%, soit 1.000 emplois, principalement dans la recherche et le développement.

## Principales productions

### Motoriste
Blue Origin est en passe de devenir un des principaux motoristes américain en développant deux moteurs-fusées entièrement nouveaux : le BE-3 et le BE-4.
Début 2015, le principal constructeur américain de lanceurs United Launch Alliance décide de démarrer le développement d'une fusée devant remplacer ses deux lanceurs lourds Atlas V et Delta 4. L'objectif est d'abaisser le coût de ses lancements dans un marché devenu plus concurrentiel mais également de ne plus être dépendant du motoriste russe qui fournit le RD-180 propulsant le premier étage de l'Atlas V. Le nouveau lanceur, baptisé Vulcan, est capable dans sa configuration la plus puissante de placer en orbite basse une charge utile de 29 tonnes. Le premier vol est prévu en 2019. De manière étonnante, United Launch Alliance sélectionne, pour propulser le premier étage de son nouveau lanceur, le BE-4 en cours de développement chez Blue Origin, qui est un nouvel entrant dans le domaine de la propulsion spatiale. Le constructeur rejette ainsi l'offre du constructeur américain historique Aerojet Rocketdyne. Deux BE-4 doivent fournir une poussée au décollage de 499 tonnes, contre 422 tonnes pour le moteur RD-180 de l'Atlas V. Ce moteur brûle un mélange méthane/oxygène.

### LanceurNew Glenn

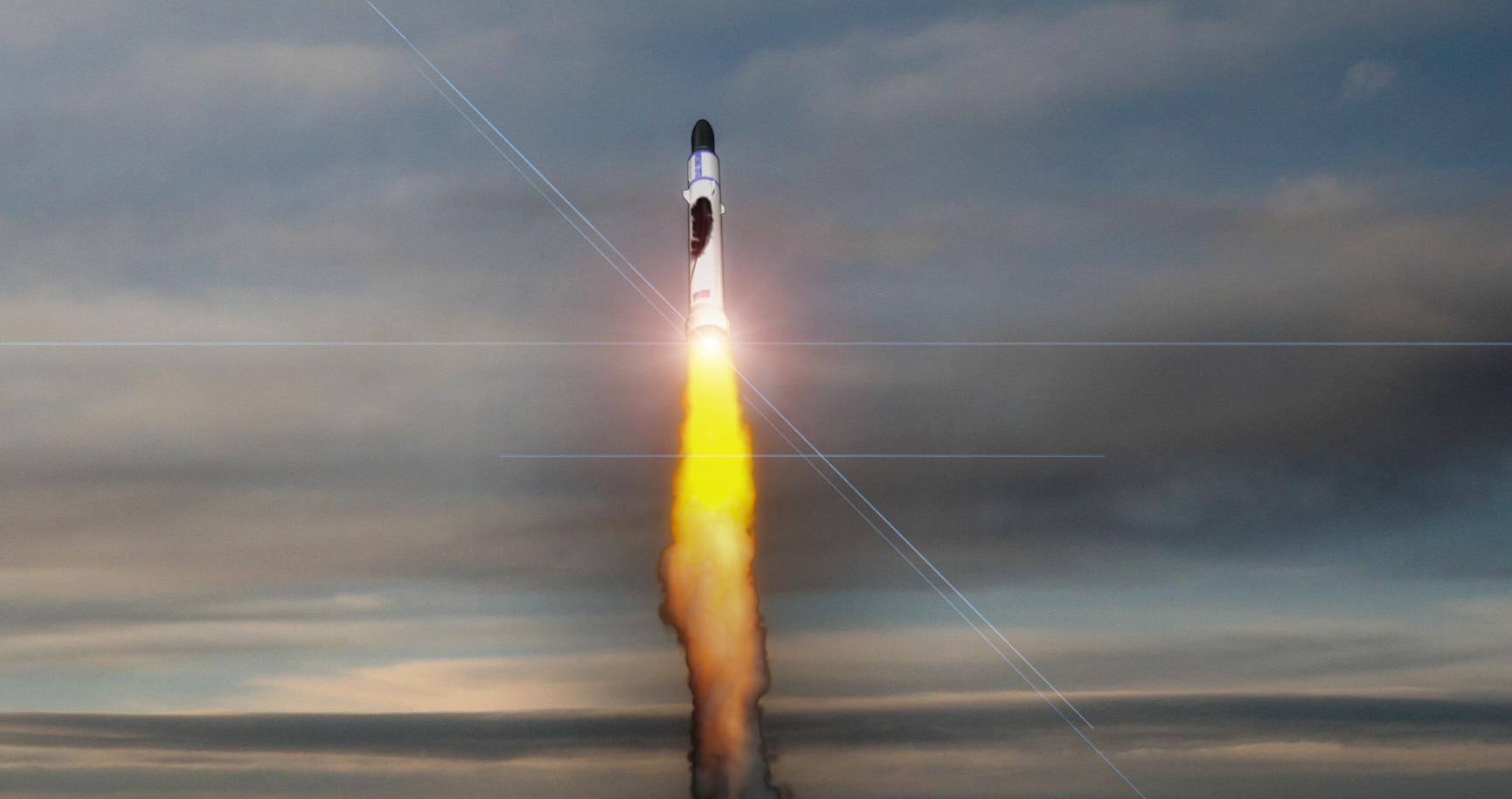
Lancement de la fusée New Glenn (vue d'artiste).

Fin 2016, Jeff Bezos annonce le développement d'un nouveau lanceur, le New Glenn. Ce lanceur lourd sera capable de placer 45 tonnes en orbite basse et 13 tonnes sur une orbite de transfert géostationnaire. Son premier étage, réutilisable, comprend sept moteurs-fusées BE-4. Le nouveau lanceur devrait décoller pour la première fois fin 2022 depuis le pas de tir SLC-36 de la base de Cape Canaveral, ancien site de lancement des fusées Atlas reconverti. Le nom du lanceur fait référence à John Glenn, premier astronaute américain ayant effectué un vol orbital.
Le développement de New Glenn est annoncé en 2016 et devrait aboutir à un premier vol fin 2022. La version de base de ce lanceur d'une masse d'environ 1 750 tonnes comprend deux étages propulsés par des moteurs-fusées développés par Blue Origin, BE-4 et BE-3U respectivement, utilisés par ailleurs par le New Shepard. Le lanceur dispose d'une coiffe d'un diamètre de sept mètres. Le premier étage, qui est l'un des premiers à utiliser un moteur brûlant du méthane, est réutilisable et revient se poser à la verticale sur un navire. Avec ce lanceur, Blue Origin vise à la fois le marché des satellites militaires américains et celui des satellites commerciaux.

### Fusée suborbitaleNew Shepard
New Shepard est une fusée réutilisable conçue pour lancer une capsule emportant des touristes spatiaux sur une trajectoire suborbitale culminant à environ 100 kilomètres. La fusée décolle et atterrit verticalement. Elle est propulsée par un moteur-fusée BE-3 mis au point par Blue Origin, qui brûle un mélange d'oxygène et d'hydrogène liquide et fournit une poussée de 49 tonnes. La capsule est larguée par la fusée à la fin de la phase propulsive et décrit une trajectoire parabolique avec une phase d'apesanteur avant de revenir au sol suspendue sous des parachutes. New Shepard effectue un premier vol sans équipage en avril 2015. Le 20 juillet 2021, Bezos prend part lui-même au premier vol avec équipage.
New Shepard porte le nom d'Alan Shepard, le premier astronaute américain à aller dans l'espace qui avait effectué un vol balistique, tout comme New Shepard, dans sa capsule Mercury.

### Atterrisseur lunaire Blue Moon
Blue Moon est un atterrisseur lunaire qui a été sélectionné en mai 2023 par la NASA pour déposer l'équipage de la mission Artemis V à la surface de la Lune. Ce premier vol opérationnel est programmé en 2029. Le vaisseau a été retenu par la NASA pour constituer une alternative au vaisseau Starship HLS de SpaceX qui sera utilisé pour déposer les équipages des deux premières missions du programme Artemis à la surface de la Lune. Le développement de l'atterrisseur Blue Moon débute officiellement en mai 2019 mais ses caractéristiques ont été révisées à plusieurs reprises. Blue Moon, dans sa dernière version, a une masse de 45 tonnes (16 tonnes sans les ergols et la charge utile transportée). Le vaisseau spatial a une hauteur de 16 mètres et un diamètre en position repliée inférieur à 7 mètres (diamètre de la coiffe du lanceur New Glenn). Il présente deux caractéristiques qui le démarquent des modèles concurrents : d'une part la propulsion assurée par un moteur-fusée BE-7 utilisant de l'hydrogène liquide, un ergol très efficace mais difficile à conserver dans la durée et d'autre part le module contenant l'équipage est placé sous les réservoirs d'ergols. Cette disposition doit faciliter l'accès au sol de l'équipage. Comme son concurrent Starship HLS, la mise en œuvre de Blue Moon nécessite plusieurs lancements et ravitaillements en ergols. Il est placé en orbite par la fusée lourde New Glenn et vient s'amarrer à la station spatiale lunaire Deep Space Gateway. Là, il est ravitaillé en ergols par un remorqueur spatial qui nécessite lui-même un certain nombre de tirs du même lanceur lourd. L'équipage amené par le vaisseau Orion jusqu'à la station spatiale lunaire embarque alors. Blue Moon descend à la surface de la Lune et y reste durant une semaine avant de décoller pour venir s'amarrer à la station spatiale pour y débarquer son équipage,.

## Établissements

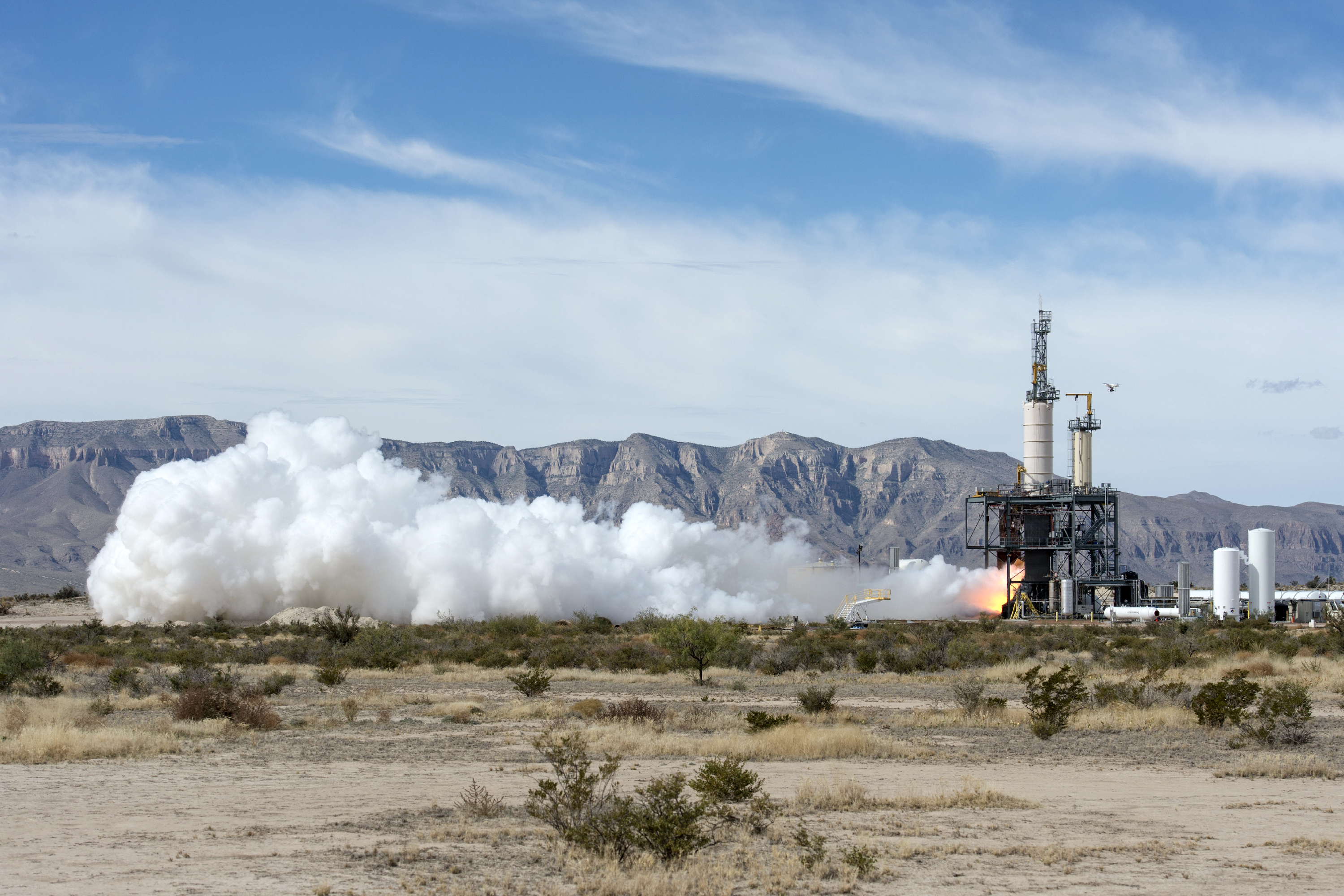
Un moteur BE-3 est testé sur le banc d'essais que la société a fait construire près de Van Horn au Texas.

Blue Origin a son siège, son centre de recherche et développement ainsi que son premier centre de production dans la banlieue de Seattle, dans l'État de Washington. Il dispose d'un banc d'essais pour ses moteurs-fusées et d'une installation de lancement suborbital dans l'ouest du Texas. Pour son lanceur New Glenn, la société a loué un des ensembles de lancement de la base de Cape Canaveral près duquel elle aménage le site d'assemblage de son lanceur New Glenn. Elle fait également construire à Huntsville dans l'Alabama une usine pour la fabrication de son moteur-fusée BE-4.

### Seattle: siège, centre de développement et centre de production
Le siège de la société se trouve à Kent, une banlieue de Seattle (nord-ouest des États-Unis) et héberge également le département de recherche et développement et un centre de fabrication. En mai 2016, les bâtiments, en voie d'agrandissement, comprenaient 28 000 m2 et employaient plusieurs centaines de personnes. Il s'agit d'une ancienne usine Boeing. Jeff Bezos a fait installer un globe terrestre de 9 mètres dans l'entrée, ainsi qu'une maquette de l'USS Enterprise de Star Trek.

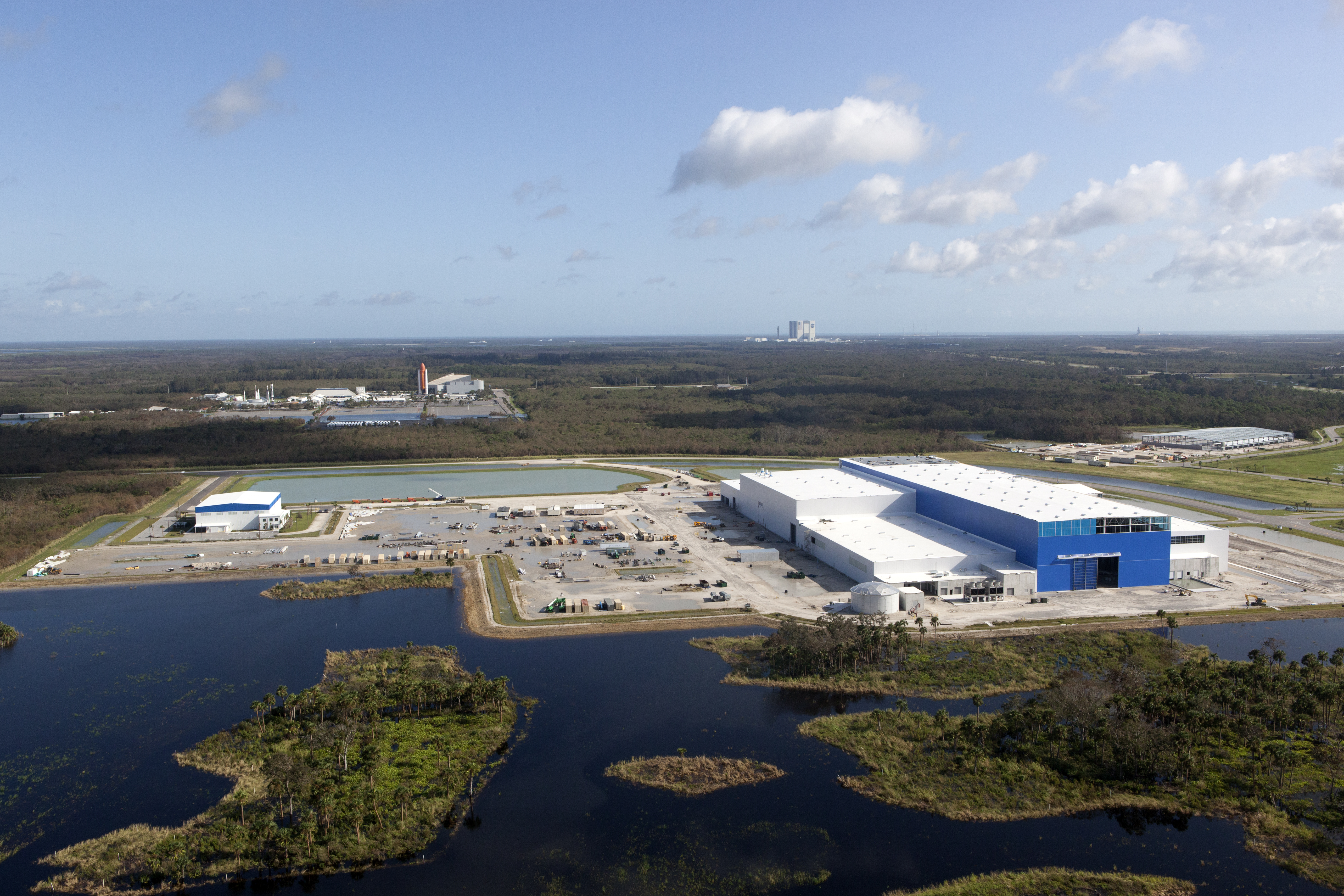
Centre de fabrication et d'assemblage du lanceur New Glenn en cours de construction en 2017.

### Floride: base de lancement et centre de production de la New Glenn
En septembre 2015, Blue Origin prend en location l'ensemble de lancement 36 du centre spatial de Cape Canaveral (Floride) et fait construire à environ 14 kilomètres de là l'usine d'assemblage du lanceur New Glenn. L'établissement d'une superficie de 70 000 m2 doit employer environ 300 personnes. L'usine qui doit entrer en activité fin 2017 bénéficiera d'un niveau d'automatisation élevé. L'ensemble du lanceur hormis les moteurs sera construit dans l'usine qui abritera également des installations destinées à tester la fusée une fois son assemblage achevé,.

### Alabama: centre de fabrication moteurs BE-3 et BE-4
Blue Origin  fait construire à Huntsville dans l'Alabama une usine pour la fabrication de son moteur-fusée BE-4. Le coût de construction de cet établissement, qui emploiera environ 350 personnes, est évalué à 200 millions US$.

### Texas: banc d'essais moteurs et pas de tir vol suborbital
Blue Origin possède un site de lancement suborbital situé dans l'ouest du Texas, à Corn Ranch, près de la ville de Van Horn. La licence de lancement et le permis du gouvernement américain (FAA) autorise des vols du système suborbital New Shepard de Blue Origin. En mai 2015, un effectif d'environ cinquante personnes travaille pour Blue Origin dans l'ouest du Texas. Le pas de tir est situé à environ 2,9 km au nord du bâtiment de préparation. La zone d’atterrissage est à 3,2 km au nord du pas de tir.